# Запобігання злочинності
Запобіга́ння злочи́нності — це система заходів, що вживаються  державними органами,  громадськими організаціями, представниками  влади та іншими особами, спрямованих на протидію процесам  детермінації злочинності, що мають на меті  ресоціалізацію потенційних злочинців, запобігання вчиненню нових злочинів.
Деякі автори пропонують для позначення такої діяльності термін «запобігання злочинів» (вказуючи, що не може бути попереджено вже існуюче явище).

## Подібні поняття
У літературі та нормативних актах також часто вживаються терміни «профілактика злочинності», «запобігання злочинам» і «припинення злочинів». Деякі автори не вважають за потрібне виділяти якісь смислові відтінки даних понять і розглядають їх як синоніми загального поняття «запобігання злочинності», проте певні семантичні відмінності між ними все ж є.
Поняття «профілактика злочинності» може розумітися як в широкому, так і у вузькому сенсі. У широкому розумінні профілактика є синонімом попередження. У вузькому ж сенсі слова профілактикою вважаються заходи, спрямовані на виявлення та ліквідацію причин та умов конкретних злочинних діянь, а також на встановлення осіб, потенційно здатних вчинити злочин, з метою здійснення спрямованого попереджувального впливу. Така діяльність є одним з етапів комплексного запобігання злочинності.
Запобігання злочинам зводиться до припинення злочинної діяльності на початковому етапі, коли злочинець тільки замишляє, планує вчинення певного діяння (тобто на стадії, коли його діяльність ще не є  кримінально караною).
Припинення злочинів має місце, коли процес вчинення злочину зупиняється зовнішнім впливом на  стадії приготування чи замаху, коли злочинець тільки готує кошти або знаряддя вчинення злочину, шукає  співучасників, здійснює змова на вчинення злочину, або коли процес злочинного посягання припиняється до того, як була досягнута його мета, заподіяна  злочинний шкоду.

## Значення попередження злочинів
Значення попередження злочинів було зрозуміло ще мислителям  античності та  Нового часу. Чезаре Беккаріа писав:

Краще попереджувати злочини, ніж карати за них. Це становить мета будь-якого хорошого законодавства, яке, по суті, є мистецтвом вести людей до найвищого щастя чи на можливо меншому нещастя, якщо міркувати з точки зору співвідношення добра і зла в нашому житті.
— Беккаріа Ч. Про злочини і покарання. М., 1995. С. 123
На думку більшості кримінологів, запобігання злочинності більш ефективно, ніж інші методи  боротьби зі злочинністю. Збиток, нанесений злочинністю суспільству, величезний. На «чорному рахунку» злочинності не тільки матеріальні втрати, але і життя, відібрані  вбивцями, покалічені долі. Чим вище  рівень злочинності, тим вище і пов'язані з нею непрямі витрати, пов'язані із забезпеченням діяльності  правоохоронних органів, виключенням значної частини населення з процесу суспільного відтворення.
Запобігання злочинності має своєю метою не допустити настання цієї шкоди. Запобіжні заходи, здійснювані на ранніх стадіях формування  злочинної особистості, дозволяють «малою кров'ю» здійснити  ресоціалізацію потенційного злочинця, повернути його до нормального життя в суспільстві.

## Об'єкти і суб'єкти попереджувальної діяльності.
Діяльність із запобігання злочинності здійснюється шляхом впливу на:
- Причини та умови злочинів, пов'язані з суспільством в цілому і конкретними громадянами, які не є злочинцями (потенційні жертви злочинів). Необхідно вплив на такі загальні для всіх видів злочинів криміногенні чинники, як безробіття, нелегальна міграція тощо. Як окремий вид попереджувальної діяльності може розглядатися  виктимологическая профілактика злочинів, спрямована на корекцію поведінки потенційних жертв.
- Процеси самодетермінації і самовідтворення злочинності та окремі злочинці. Необхідно спеціальне попереджувальне вплив, орієнтований на найнебезпечніші види  злочинності, такі як організована злочинність.
- Окремі «гарячі точки», де стикаються суспільство і злочинність в процесі контролюючої і  правоохоронної діяльності.

Запобігання злочинності може бути як окремим напрямком діяльності державного або громадського органу або конкретної особи, так і виступати побічним результатом його дій. Відповідно до цього можна виділити спеціалізовані та неспеціалізовані суб'єкти запобігання злочинності
У діяльності спеціалізованих суб'єктів запобігання злочинності є основним або одним з основних напрямків. До числа таких суб'єктів традиційно відносяться правоохоронні органи: суд, прокуратура, міліція,  служби держбезпеки,  митниці тощо.
До числа спеціалізованих суб'єктів також відносяться контролюючі органи: податкові, антимонопольні, що здійснюють  санітарно-епідеміологічний,  природоохоронний, фінансовий та інші види нагляду й контролю.
До числа недержавних суб'єктів, які здійснюють запобігання злочинності в рамках своєї основної діяльності, в літературі належать громадські організації та особи, що сприяють правоохоронним органам в здійсненні охорони  правопорядку ( добровільні народні дружини,  громадські пункти охорони порядку, позаштатні співробітники та громадські помічники правоохоронних органів),  приватні охоронні підприємства та служби безпеки, спеціалізовані засоби масової інформації.
Коло неспеціалізованих суб'єктів чітко не визначений. Практично всі організації і громадяни беруть участь у процесі запобігання злочинності, створюючи робочі місця, упорядковуючи підвідомчі їм території.

## Види запобігання злочинності
Залежно від сфери охоплення заходів попередження кримінологами виділяється загальне, спеціальне і індивідуальне запобігання злочинності .

### Загальне запобігання злочинності
Коріння злочинності завжди криються в негативних суспільних явищах, соціальних, політичних, економічних і духовних проблемах, притаманних конкретному суспільству. Тому найефективнішими в плані зменшення числа скоєних злочинів у довгостроковій перспективі є заходи, спрямовані на зміцнення  економіки, забезпечення населення  робочими місцями, соціальні програми підвищення життєвого рівня, формування в суспільстві позитивного морального клімату, придушення таких пов'язаних зі злочинністю явищ, як пияцтво та наркоманія, бродяжництво, бідність, нелегальна міграція, міжнаціональні та інші конфлікти.

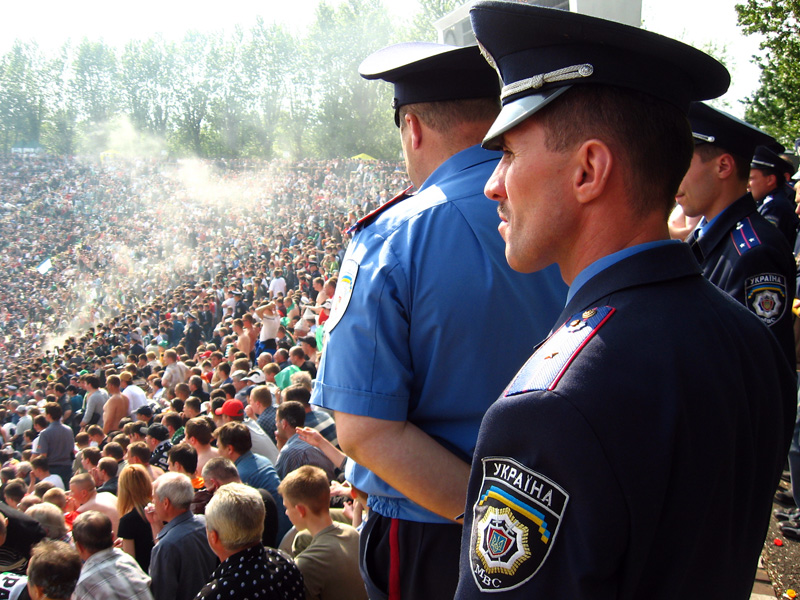
Українські міліціонери підтримують порядок під час футбольного матчу; присутність представників влади на масових заходах дозволяє не тільки припиняти вже почалиті порушення закону, а й спонукає громадян не порушувати закон.

Звичайно, щодо багатьох перерахованих явищ (наприклад, безробіття і зловживання спиртним) не може йти мови про їх повної ліквідації. Проте цілеспрямовані заходи, вжиті державою і суспільством можуть значно скоротити їх негативний вплив: так, хороша організація та фінансування служб зайнятості дозволяє не тільки зменшити безробіття, але і поліпшити життєвий рівень вимушено безробітних, утримати їх від моральної деградації й звернення до незаконних засобів отримання доходу; грамотна організація антиалкогольної пропаганди та забезпечення доступу молоді до не пов'язаних з випивкою формам дозвілля (спорт, творчість, політична діяльність) може призвести до значного зменшення споживання алкоголю найбільш схильною його негативних ефектів групою — молоддю і неповнолітніми.
До заходів загальної профілактики відноситься і створення прозорої для громадського контролю системи державного управління, що перешкоджає виникненню та дії  корупційних схем.
У цілому загальна профілактика злочинності спрямована на забезпечення гідного існування людини в суспільстві, створення умов для досягнення нормальних потреб (в житло, матеріальному достатку, роботу, дозвілля і відпочинку) законними засобами.
Розробку та реалізацію заходів загального попередження ведуть всі органи держави із залученням фахівців різних областей: економістів, соціологів, політиків, управлінців, психологів тощо.  Кримінологи також беруть участь в цьому процесі, надаючи аналітичні огляди статистичних даних, прогнозуючи результативність запропонованих заходів з точки зору їх впливу на злочинність і здійснюючи  кримінологічну експертизу  нормативних актів і соціально-економічних програм.

### Спеціальне запобігання злочинності
Спеціальне попередження здійснюється шляхом впливу на  соціальні групи, окремих осіб і організації або сфери діяльності, щодо яких є підстави вважати, що вони мають підвищену криміногенністю або  віктимна.
Так, наприклад, підвищена криміногенність окремої особистості може визначатися попередніми фактами вчинення злочинів (в цьому випадку кримінологічне попередження направлено на недопущення  рецидиву),  адміністративні і посадових правопорушень, аморальних вчинків, поведінкою, яка явно не відповідають виконуваної  соціальної ролі, цільовими установками, досягнення яких неможливо для даної людини з використанням законних засобів. Схожими є і криміногенні характеристики соціальних груп: сюди може бути віднесена антисуспільна, протестна спрямованість групи, політичний чи соціальний радикалізм, що входять в протиріччя з притаманними суспільству в цілому моральні установки і системи цінностей.
Окремі сфери діяльності та об'єкти також можуть бути більш схильні до скоєння злочинів, наприклад, через їх привабливості для злочинців (сховища матеріальних цінностей), слабкою правової та технічної захищеності, непрозорості для державного та громадського контролю, що створює умови для організації «тіньової» діяльності. Необхідно враховувати і  виктимологический аспект: в силу своїх особистих особливостей (наприклад, схильності до зловживання алкоголем), належності до соціальної (бомж і) або професійної групи (таксисти, охоронці, інкасатори) деякі люди частіше стають жертвами злочинів. Відносно таких сфер діяльності, об'єктів та осіб також повинна вестися спеціальна профілактика, спрямована на підвищення їх захищеності від вчинення злочинів.
А. І. Долгова виділяє такі різновиди заходів спеціального запобігання злочинності:
- Раннє запобігання злочинності. Запобіжні заходи можуть носити попереджуючий характер, розроблятися і вводитися в дію на підставі  прогнозів, що пророчать можливе підвищення криміногенності окремих соціальних факторів. Так, наприклад, якщо в державі планується ослаблення  міграційного режиму або очікується вступ в дію інших обставин, що підвищують приплив мігрантів, необхідні заходи щодо створення достатньої кількості робочих місць для мігрантів, забезпеченню їх соціального, економічного та побутової інтеграції в суспільство, запобіганню можливих конфліктів на  національної та  расової ґрунті.
- Безпосереднє запобігання злочинності направлено на нейтралізацію криміногенних факторів, які діють в суспільстві. Наприклад, недоліки  законодавства, що регулює економічну та фінансову діяльність можуть призводити до формування «сірих» схем економічних, коли ще немає прямих порушень закону, але товарообіг і фінансові потоки виключаються зі сфери контролю держави. Такі схеми легко переростають в систему  економічної злочинної діяльності, породжують  корупцію і ведуть до виникнення  організованих злочинних формувань. Тому важливими є заходи, спрямовані на повернення подібних категорій суб'єктів у правове поле: вдосконалення законодавства, спрощення правових процедур, пов'язаних з економічною діяльністю,  податкові та  фінансові амністії.
- Попередження самодетермінації злочинності пов'язано з припиненням діяльності організованих злочинних формувань і окремих злочинців, спрямованої на залучення в злочинність все нових осіб та суспільних груп. Самодетермінація злочинності відбувається на всіх суспільних рівнях, починаючи з держави і суспільства в цілому (шляхом лобіювання організованою злочинністю законів, що полегшують злочинну діяльність, корумпування вищих посадових осіб держави, пропаганди цінностей, пов'язаних зі злочинним способом життя — "блатної романтики ") і закінчуючи міжособистісними зв'язками. Відповідно, заходи, спрямовані на протидію самодетермінації злочинності повинні носити комплексний характер: від створення в суспільстві позитивного морального і правового клімату, атмосфери нетерпимості до злочинності та її проявам і до надання можливості конкретним особам, раніше здійснював злочину, реалізувати свій особистісний потенціал законними засобами.

У числі головних принципів як загального, так і спеціального запобігання злочинності всіма кримінології називається законність. Неприпустимо застосування запобіжних заходів, що носять  дискримінаційний характер, необґрунтовано обмежують права і законні інтереси громадян.

#### Індивідуальне запобігання злочинам
Адресатом індивідуального запобігання, що може розглядатися як один із видів спеціального запобігання, є конкретна людина, особисті характеристики якої об'єктивно говорять про можливість здійснення нею у майбутньому злочинного діяння.
Об'єктом індивідуального запобігання може ставати як безпосередньо людина, її негативні соціальні якості, так і соціальне мікросередовище, її навколишні (сім'я, побут, трудовий колектив).
Необхідність застосування до особи індивідуального запобіжного впливу визначається шляхом встановлення комплексу пов'язаних із ним криміногенних факторів:
- Вчинення в минулому правопорушень і аморальних вчинків.
- Деформовані ціннісні орієнтації, неповна соціалізація особистості, низький рівень правосвідомості.
- Наявність патологічних психічних порушень, що носять криміногенний характер (деякі психічні аномалії, сексуальні девіації тощо).
- Формування особистості в соціальному оточенні, що має неблагополучний характер: у неповній сім'ї, в умовах аморального і протиправного поводження батьків і близьких родичів тощо.
- Несприятливі умови життя: погані матеріальні та житлові умови, негативний соціально-побутовий клімат і т. ін.

Оскільки індивідуальний запобіжний вплив здійснюється щодо осіб, які не скоїли злочин, і пов'язаний із певним вторгненням у сферу приватного життя, під час його здійснення правоохоронні та інші органи не повинні виходити за рамки допустимого впливу. Застосування правообмежувальних і примусових заходів можливе лише щодо певних категорій осіб, зазначених у законі (наприклад, умовно засуджених або правопорушників).
Зважаючи на це, основним методом, застосовуваним під час індивідуального запобігання злочинам, є метод переконання. Цей метод спрямований на формування в особи позитивних уявлень про суспільство, корекцію негативних соціальних орієнтацій шляхом використання педагогічних і психологічних прийомів впливу.
Основним способом переконання є бесіда, тобто вільний діалог з особою. Бесіда може проводитися з різними цілями. Вона може носити ознайомлювальний характер, коли необхідно встановити контакт з особою, отримати «з перших рук» інформацію про характеристику особи, соціально-побутові умови тощо. Наступні бесіди можуть носити попереджувальний (інформування особи про можливі наслідки його вчинків) або виховний характер. Окрім бесід, до числа способів переконання відноситься: залучення особи в соціальні організації та групи, здатні чинити на нього позитивний виховний вплив: спортивні секції, трудові та творчі колективи, громадські організації.
Складніший для застосування, хоча й ефективніший метод надання допомоги. Він пов'язаний із реалізацією конкретних заходів, спрямованих на особистісний розвиток і поліпшення соціально-побутового становища особи: направлення його на роботу або навчання, поліпшення побутових умов, формування сприятливого мікросоціального середовища.
Нарешті, якщо переконання і надання допомоги виявилися неефективними, може застосовуватися метод примусу. Якщо переконання і надання допомоги повинне здійснюватися в основному державними соціальними службами і громадськими організаціями, то застосування заходів примушування — прерогатива правоохоронних органів. У числі основних заходів примусу, що застосовуються в рамках індивідуального запобігання злочинам, виділяють:
- Заходи адміністративної відповідальності, що носять як каральний (наприклад, штраф), так і соціально-оздоровчий характер (ізоляція від суспільства шляхом адміністративного арешту або адміністративного затримання).
- Примусове лікування алкоголізму і наркоманії, спрямоване не тільки на поліпшення стану здоров'я особи, а й на запобігання скоєнню протиправних вчинків унаслідок алкогольної або наркотичної деградації особистості.
- Припинення порушень обмежень, накладених на особу внаслідок ведення нею протиправної діяльності (наприклад, у результаті умовного засудження або умовно-дострокового звільнення).

Спеціальними видами індивідуального запобігання є профілактика бездоглядності і правопорушень неповнолітніх, а також виявлення осіб, які скоїли нерозкриті злочини, які можуть продовжувати злочинну діяльність (слідча та оперативно-розшукова діяльність).

### Інші підстави класифікації заходів запобігання злочинності
Заходи запобігання злочинності можуть класифікуватися і за іншими підставами. Так, Г. М. Міньковський в залежності від територіального і соціального охоплення виділяє:
- Загальнодержавні заходи.
- Регіональні заходи, здійснювані в окремому адміністративно-територіальному утворенні (область, район).
- Місцеві заходи, що обмежуються межами одного  муніципального освіти або населеного пункту.
- Об'єктні заходи, здійснювані в конкретній організації.
- Контингентні заходи, спрямовані на певні  соціальні групи.

Цей же автор класифікує заходи попередження за змістом і основним напрямом впливу, виділяючи:
- Соціально-економічні заходи, пов'язані з підвищенням життєвого рівня населення, наданням соціальних гарантій.
- Заходи, пов'язані зсоціально-правовим контролем, заснованим на прозорості і доступності для перевірок процесу прийняття рішення державними органами і  посадовими особами, ведення господарської діяльності, управління фінансовими потоками.
- Організаційно-управлінські заходи, засновані на підвищенні ефективності роботи правоохоронних та інших державних органів за рахунок кращої організації праці їх службовців.
- Ідейно-моральні заходи, які передбачають формування в суспільстві переконань і ціннісних орієнтацій, пов'язаних з правослухняної поведінки.
- Соціально-психологічні заходи, спрямовані на придушення негативних криміногенних тенденцій і умонастроїв в суспільстві, наприклад, пов'язаних з націоналізм ом, підвищеною тривожністю, страхом соціальних катаклізмів.
- Медичні та психолого-педагогічнізаходи, пов'язані із запобіганням поширенню соціально небезпечних  захворювань, лікуванням осіб, які мають  психічні відхилення, психологічної та соціальної корекцією поведінки десоціалізованих суб'єктів.
- Технічнізаходи, що включають установку технічних засобів, які ускладнюють вчинення злочинів (охоронна сигналізація), або дозволяють здійснювати контроль за діяльністю, пов'язаною з можливістю вчинення злочинів ( контрольно-касові апарати,  камери відеоспостереження), а також заходи  інформаційної безпеки.
- Правовізаходи, пов'язані з удосконаленням  кримінального законодавства та інших нормативно-правових актів, що є основою для боротьби зі злочинністю.

## Практика п. з. за країною

### США
після 2001
локальні
глобальні
- стеження за посольствами та міжнародними місіями — див. теж вікілікс,  Едвард Сноуден